# Manifeste anthropophage
Le Manifeste anthropophage (en portugais : Manifesto Antropófago) est un essai publié en 1928 par le poète et polémiste brésilien Oswald de Andrade, figure clé du mouvement culturel du modernisme brésilien et collaborateur de la publication Revue d'anthropophagie (pt). Il a été inspiré par Abaporu, une peinture de Tarsila do Amaral, artiste moderniste et épouse d'Oswald de Andrade. L'essai a été publié en français en 2011.

## Publication
Ce manifeste a jeté les bases du Mouvement anthropophage. Lu en 1928 à ses amis chez Mário de Andrade, il a été publié dans la Revista de Antropofagia, qu'Oswald a contribué à fonder avec Raul Bopp (pt) et Antônio de Alcântara Machado, avec la date « Ano 374 da deglutição do Bispo Sardinha » (« Année 374 de l'engloutissement de l'évêque Sardinha »).
D'un point de vue esthétique, ce second manifeste d'Oswald réaffirme essentiellement les valeurs d'Oswald, en prônant l'utilisation d'un « langage littéraire » « non catéchisé ».

## Contenu
Rédigé en prose poétique dans le style moderniste d’Une saison en enfer de Rimbaud, le Manifeste anthropophage est plus directement politique que le précédent manifeste d'Oswald, le Manifesto Pau-Brasil, qui avait été rédigé dans le but de propager une poésie brésilienne destinée à l'exportation. Le Manifeste anthropophage a souvent été interprété comme un essai selon dont l'argument principal est que l'histoire du Brésil en matière de « cannibalisation » d'autres cultures constitue sa plus grande force, tout en jouant sur l'intérêt primitiviste des modernistes pour le cannibalisme en tant que rite tribal présumé. Le cannibalisme devient un moyen pour le Brésil de s'affirmer contre la domination culturelle post-coloniale européenne.
Une des phrases emblématiques du Manifeste, écrite en anglais dans l'original, est « Tupi or not Tupi, that is the question » (Tupi ou pas Tupi, telle est la question). Cette phrase est à la fois une célébration des Tupis, qui pratiquaient certaines formes de cannibalisme rituel (détaillées dans les écrits du XVIe siècle d'André Thevet, Hans Staden et Jean de Léry), et un exemple métaphorique de cannibalisme : l'auteur mange Shakespeare. D'un autre côté, certains critiques affirment que l’Antropofagia en tant que mouvement était trop hétérogène pour que l'on puisse en tirer des arguments globaux, et qu'il n'avait souvent pas grand-chose à voir avec une politique culturelle post-coloniale.
D'autres phrases du Manifeste sont devenues célèbres, telles que les lignes d'ouverture :
- « Seule l'Anthropophagie nous unit. Socialement. Économiquement. Philosophiquement. »
- « Je ne m'intéresse qu'à ce qui n'est pas à moi. »
- « La bonheur est la preuve par neuf. »

## Influences
Le manifeste a été la première réaction formelle des intellectuels brésiliens en faveur d'une production artistique authentiquement nationale, mais il n'a pas réussi à influencer une nouvelle génération d'écrivains, comme Oswald l'avait souhaité.
Dans les années 1960, initiés à l'œuvre d'Oswald de Andrade par le poète concret Augusto de Campos, l'artiste visuel Hélio Oiticica et le musicien Caetano Veloso ont vu dans le Manifeste une influence artistique majeure sur le mouvement Tropicália. Veloso a déclaré : « L'idée du cannibalisme culturel nous allait comme un gant, à nous les tropicalistes. Nous "mangions" les Beatles et Jimi Hendrix. » Sur l'album Tropicalia ou Panis et Circencis (1968), Gilberto Gil et Torquato Neto font explicitement référence au Manifeste dans la chanson Geléia geral, dans le texte « a alegria é a prova dos nove » (« le bonheur est la preuve par neuf »), qu'ils font suivre de « e a tristeza é teu porto seguro » (« et la tristesse est votre port d'attache »).
En 1990, l'artiste visuel brésilien Antonio Peticov (en) a créé une peinture murale pour célébrer le 100e anniversaire d'Andrade. Momento Antropofágico com Oswald de Andrade a été installée dans la station Republica du métro de São Paulo. Elle s'inspire de trois œuvres d'Andrade : O Perfeito Cozinheiro das Almas deste Mundo, le Manifeste anthropophage et O Homem do Povo,.